# Grammacephalus niveimarginatus
Grammacephalus niveimarginatus är en insektsart som beskrevs av Melichar 1904. Grammacephalus niveimarginatus ingår i släktet Grammacephalus och familjen dvärgstritar. Inga underarter finns listade i Catalogue of Life.